# André Le Troquer
André Le Troquer (Parigi, 1884 – Parigi, novembre 1963) è stato un politico francese.

## Biografia
Nel 1936 entrò nell'Assemblea Nazionale di rappresentanza del partito socialista. Alla fine del giugno 1940 si sottrasse all'invasione tedesca della Francia, fuggendo dal Nord Africa, ma dopo due mesi rientrò in patria. Fu difensore di Léon Blum nel processo di Riom. Nel 1943 abbandonò nuovamente la Francia per Londra e l'Algeria, guidando il partito socialista e rivestendo fino all'aprile 1944 la carica il commissario di guerra. Dal settembre dello stesso anno collaborò intensamente nel governo provvisorio di De Gaulle. Nel dopoguerra ebbe diversi incarichi ministeriali: fu ministro degli Interni  dal 23 gennaio 1946 al 2 giugno 1946 nel governo di Félix Gouin e successivamente ministro della Difesa nazionale nel terzo governo di Léon Blum dal 13 dicembre 1946 al 13 gennaio 1947.
Nel 1954 e dal 1956 al 1958 fu Presidente della Assemblea nazionale. Morì a Parigi nel novembre 1963.